# História da dinastia Sung
A dinastia Song (Chinês: 宋朝; pinyin: Sòng cháo; 960–1279) foi uma dinastia reinante da China propriamente dita, a partir de meados do século X até a segunda metade do XIII. Esta dinastia é considerada um marco histórico no campo da inovação da ciência e tecnologia da antiga China, uma era que contou com eminentes figuras intlectuais como Shen Kuo e Su Song, e a introdução da pólvora que revolucionaria o uso das armas (catapultas que arremessavam bombas, lança de fogo, lança-chamas e minas terrestres). No entanto, este foi também um período de instabilidade política e militar, com o processo de alguma forma dificultado por facções políticas opostas e por vezes agressivas formadas na corte. A política de gestão das fronteiras do primeiro-ministro Wang Anshi, exagerou de alguma forma as adversas relações na fronteira entre a China e Vietname, o que provocou uma guerra contra a dinastia Lý. Apesar deste conflito ter terminado sem um verdadeiro vencedor, a derrota militar durante a invasão dos jurchéns no norte em 1127, durante as guerras Jin-Song, forçou a restante corte Song a fugir para o sul deixando Caifengue e estabelecendo-se na nova capital em Hangzhou. Os Song desenvolveram então uma nova força naval para combater os jurchéns do Império Jim instalados no Norte. Apesar de tudo, a dinastia Song foi capaz de vencer as invasões dos jurchéns, mongóis liderados por Gêngis Cã, Oguedai, Mangu, e finalmente Cublai que foram gradualmente conquistando a China até à queda do último imperador Song, em 1279.